# Liste des phares du Maroc
Cet article dresse la liste des phares du Maroc, de la côte méditerranéenne au sud de la côte atlantique, jusqu'au Sahara occidental. Les phares du Maroc sont sous l'autorité du  Ministère de l'Equipement, du Transport, de la Logistique et de l'Eau.

## Côte méditerranéenne
- Phare du cap de l'Eau (Ras El Ma)

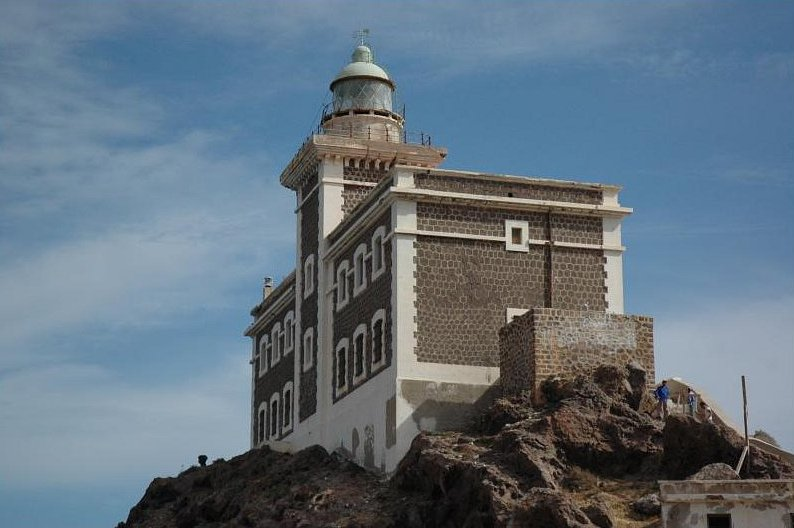
Phare du Cap des Trois Fourches

- Phare du cap des Trois Fourches (Province de Nador)
- Phare du cap Quilates (Al Hoceïma)

## Côte atlantique

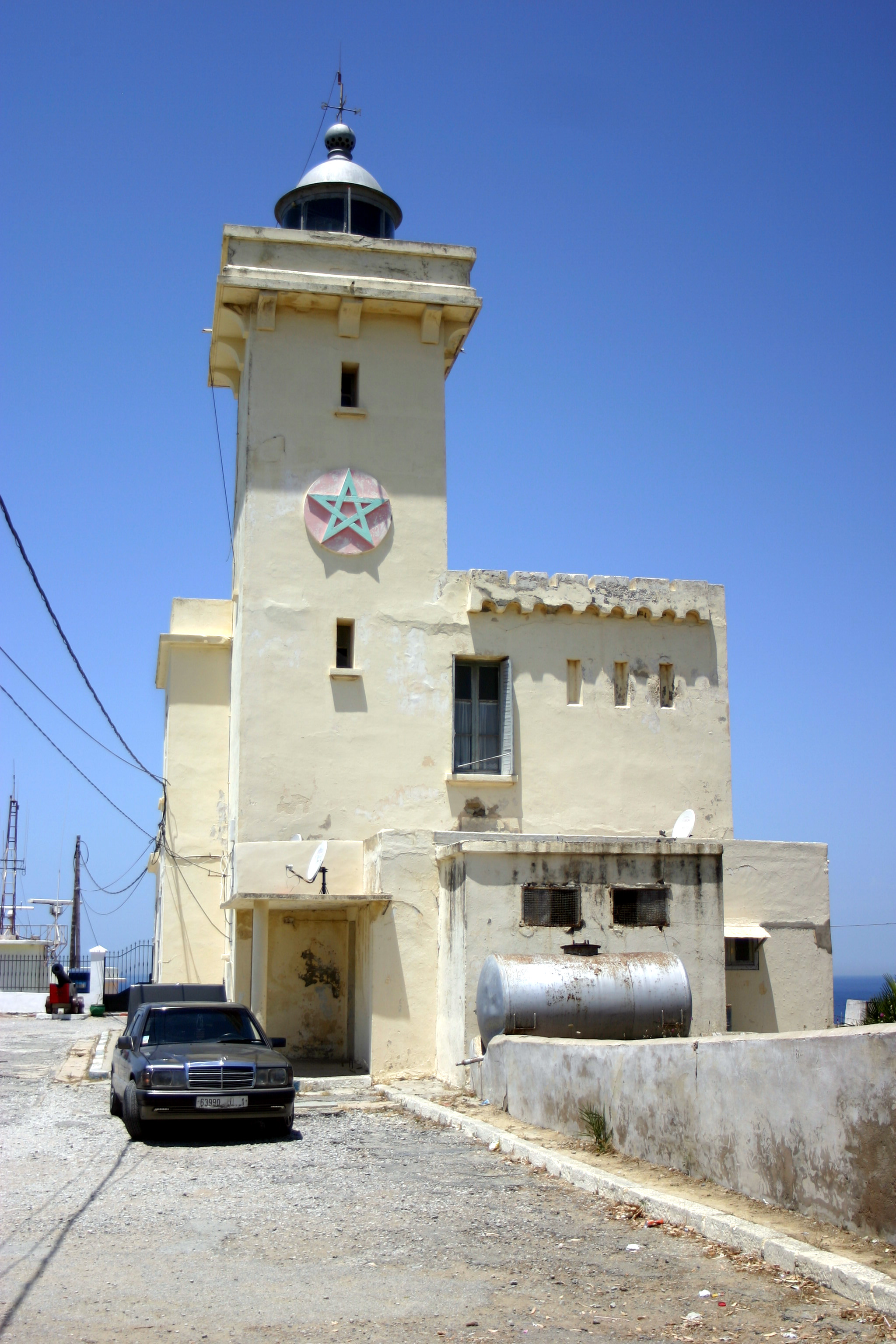
Phare du Cap Malabata.

- Tanger :
  - Phare du Cap Malabata
  - Phare du Cap Spartel
- Larache :
  - Phare de Punta Nador
- Kénitra :
  - Phare de Mehdia
- Rabat :
  - Phare du Fort de la Calette
  - Phare Sidi Abed
- Mohammedia :
  - Phare du Cap Mohammedia
- Casablanca :
  - Phare d'Oukacha
  - Phare des Roches-Noires
  - Phare d'El Hank

- El Jadida :
  - Phare de Sidi Boubker
  - Phare de Sidi Bouafi
  - Phare du cap Blanc
  - Phare de Sidi Daoui
  - Phare de Sidi Mesbah
  - Phare Rouge (El Jadida)
- Oualidia :
  - Phare Lalla Fatna
- Safi :
  - Phare du Cap Beddouza
  - Phare de Borj Nador
  - Phare du Cap Hadid
- Essaouira :
  - Phare de Sidi Megdoul
  - Phare du Cap Sim
- Agadir :
  - Phare du Cap Ghir
- Sidi Ifni :
  - Phare de Sidi Ifni
- Tan-Tan :
  - Phare du Cap Nechtigal
  - Phare du Cap Draa
- Tarfaya :
  - Phare du Cap Juby

## Sahara occidental

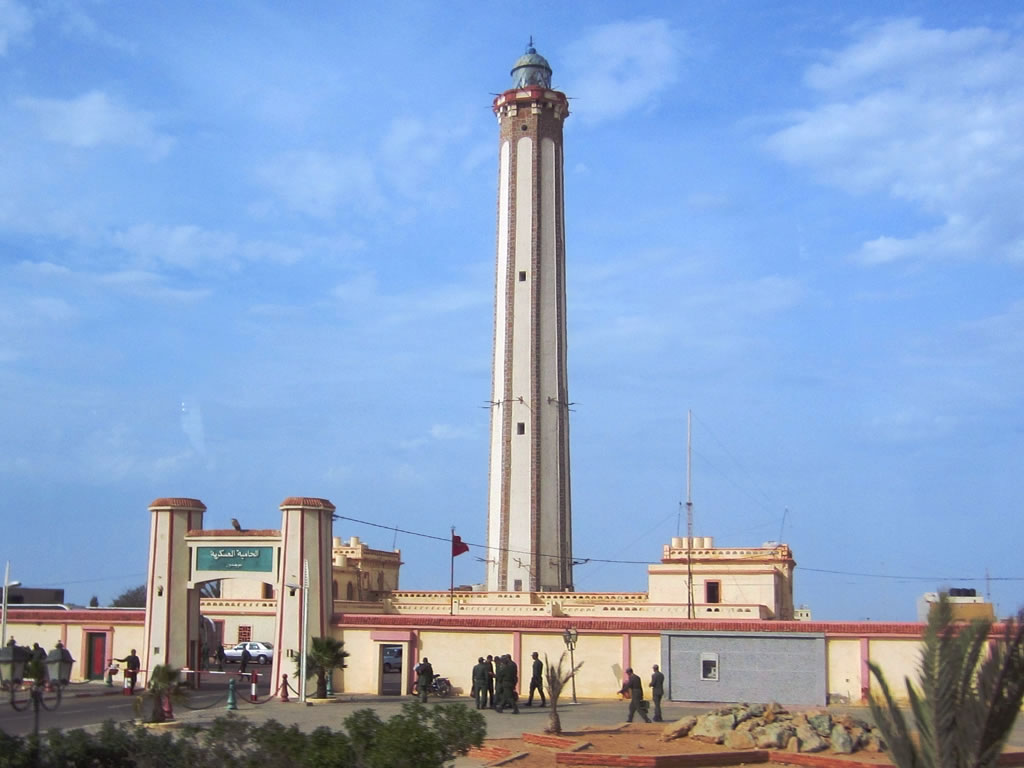
Phare de Boujdour

- Phare d'El Cabiño
- Phare de Boujdour
- Phare de Dakhla